# Nauru na Mistrzostwach Świata w Lekkoatletyce 1983
Nauru na Mistrzostwach Świata w Lekkoatletyce 1983 reprezentował jeden zawodnik, który wystartował w jednej konkurencji.

## Występy reprezentantów Nauru

### Mężczyźni
Podczas tych mistrzostw Joske Teabuge wziął udział w rywalizacji sprinterów w biegu na 100 metrów. Eliminacje rozpoczęły się 7 sierpnia 1983 roku. Nauruańczyk startował w drugim biegu eliminacyjnym. Podczas tego biegu wiatr był bardzo korzystny; jego siła wyniosła 1,8 metra na sekundę. Z wynikiem 12,20 zajął ostatnie, 8. miejsce, a w łącznej klasyfikacji pierwszej rundy wyprzedził tylko Afgańczyka Ismaila Mohamada Bakakiego. Zwycięzcą całych zawodów został Carl Lewis ze Stanów Zjednoczonych.

#### Konkurencje biegowe
| Konkurencja   | Zawodnik      | Eliminacje | Eliminacje | Półfinał      | Półfinał      | Finał         | Finał         |               |
| Konkurencja   | Zawodnik      | Rezultat   | Pozycja    | Rezultat      | Pozycja       | Rezultat      | Pozycja       |               |
| ------------- | ------------- | ---------- | ---------- | ------------- | ------------- | ------------- | ------------- | ------------- |
| Bieg na 100 m | Joske Teabuge | 12,20      | 8          | Nie awansował | Nie awansował | Nie awansował | Nie awansował | Nie awansował |